# Власовський Костянтин Іванович
Костянтин Іванович Власόвський (07 серпня 1863, Суми — 11 лютого 1922, Охтирка, Сумського району) — український художник реалістичного методу, культурний діяч.
«Історія проходить крізь дім людини, крізь її приватне життя. Не титули, ордени чи царська милість, а „самостояння людини“ перетворює її на історичну особистість» — Юрій Лотман, відомий культуролог, «Бесіди про культуру».

## Біографія
Народився 07 серпня 1863 року в селі Жигайлівка, Тростянецького району у дворянській сім'ї. Його батько, Іван Євграфович Власовський, відставний штабскапітан, був із старовинного козацького роду.
У 1882 році закінчив Полтавську військову Петровську гімназію. Був відправлений у Петербург для подальшого навчання у Костянтинівському артилерійському училищі з 1882 по 1885 рік.
Після закінчення артилерійського училища 3 роки служив у Тираспольському гарнізоні, але у 1888 році припинив кар'єру військового і вийшов у відставку в чині поручика, малювання не полишив.
Відомо, що він мав намір вступити до Петербурзької Академії мистецтв на архітектурне відділення, але йому було відмовлено у зарахуванні. Відвідував класи живопису як вільний слухач. На вступних екзаменах познайомився з майбутніми художниками — корифеями живопису Валентином Сєровим, Костянтином Коровіним, Євгеном Вжещем, Сергієм Світославським.
Після відставки оселився у Сумах у батьків і займався громадською роботою і організацією благодійних виставок і вистав.
З 1899 по 1910 рік був на службі в Охтирській повітовій земській управі. У 1914 році художник входив до Охтирської повітової ради і був начальником дільниці. Він збирав дані про кустарних майстрів Охтирщини. Вів щоденник, писав вірші.
Проживав у міщанина В. Гільченка, а згодом одружився з його донькою Вірою у віці 36 років. Помер і похований у Охтирці в 1922 році.
Збереглися фото художника та його сім'ї.

## Творчість
Основні жанри творчості художника — пейзажі, етюди, етнографічні замальовки, жанрові картини. Розвивав свій талант за традиціями класичного світлотіньового живопису. Основним об'єктом малювання художника була лірична краса українського села. Значну увагу приділяв пейзажу, вводячи іноді до нього постаті селян, від чого вони набувають ознак побутової картини. К. Власовський виявив прихильність до жанрових сцен не тільки в пейзажі, а й в інтер'єрі. Плідно працював на Охтирщині, у слободі Жигайлівка, де було виконано значну кількість творів. Приваблюють майстерністю й пастелі художника.
Марія Власовська, донька художника, заповіла Сумському обласному художньому музею ім. Н. Онацького понад 100 його робіт: картин, етюдів, начерків, а також 2 альбоми, фотодокументи і рояль матері.
Серед робіт:
- «Літній день у Малоросії» (кін. 1880 — поч. 1890)
- «Жигайлівка. Дегтярів яр» (кін. 1890 — поч. 1990)
- «Захід сонця. Україна» (кін. 1890 — поч. 1990)
- «Дівчина з вишнями» (1900)
- «Селянка з мискою» (1900-ті рр)
- «Погожий день» (1914)
- «Після екзамену» (1917)
- «У вітальні» (1917)

Декілька картин зберігаються у Будинку-музею А. П. Чехова в Сумах.
- «Дівчина біля бузку» (сер.-др. пол.1910-х)
- «Селянин з ціпком» (1910-ті)

Окрім живопису, Костянтин Власовський сам віршував, знав напам'ять твори російських та українських поетів, захоплювався театром, добре знався на класичній драматургії, займався акторством в аматорських благочинних виставах.

## Виставки
1986 — відбулась перша ретроспективна виставка у Сумах «Художник в провінції». Вона згодом демонструвалась у музеях Охтирки, Ромен, Лебедина, Конотопа.
1992 — чотири картини виставлені у м. Целле (Німеччина).
1998 — ювілейна виставка в Сумському художньому музеї.
Проблеми вивчення творчості забутих художників (в тому числі К. Власовського) піднімались на міжнародній науковій конференції «Художник в провінції» у 1998 р. в Сумах.